# Patricia Lattanzio
Patricia Lattanzio, née en 1963, est une avocate et femme politique canadienne d'origine italienne. Élue lors des élections fédérales de 2019, puis réélue lors des élections fédérales de 2021, elle siège comme députée à la Chambre des communes du Canada pour la circonscription de Saint-Léonard—Saint-Michel sous la bannière du Parti libéral du Canada.

## Biographie

### Jeunesse et études
Patricia Lattanzio, née en 1963, grandit dans l'arrondissement Saint-Léonard. Elle s’intéresse à la politique locale dès sa jeunesse en s’impliquant auprès de la campagne de Michel Bissonnet pour la mairie de Saint-Léonard en 1978. Elle continue de travailler pour Michel Bissonnet lorsque celui-ci est élu député provincial pour la circonscription de Jeanne-Mance–Viger.
En parallèle, elle poursuit des études à l’Université McGill où elle reçoit un baccalauréat avec honneurs en sciences politiques. Ensuite, elle obtient un baccalauréat en droit de l’Université du Québec à Montréal et un certificat en droit de l’Université de Montréal. Bien que sa langue maternelle ne soit pas le français, elle fait ses études en droit dans les deux universités francophones de Montréal afin de perfectionner sa maîtrise de la langue française.
Patricia Lattanzio est membre du Barreau du Québec depuis 1990 et pratique dans le domaine du droit civil pendant plus de vingt-neuf ans.

### Carrière politique
C’est à titre de mère que son implication politique commence réellement, en 2004, lorsqu’elle rejoint le conseil d’administration de l’école Honoré-Mercier, l’école de ses enfants. En 2007, elle est élue commissaire scolaire pour la région de Rivière-des-Prairies à la Commission scolaire English-Montréal, la plus grande commission scolaire anglophone du Québec. En 2014, elle est élue au même poste, représentant cette fois-ci la circonscription de Saint-Léonard.  Elle affirme que c'est cette possibilité d’établir des « politiques au bénéfice des enfants » qui la motive à se lancer dans ces rôles. Elle est également présidente du Comité de gestion de la taxe scolaire de l'île de Montréal, organisme qui regroupe toutes les commissions scolaires de la région de Montréal. Au nom de cet organisme, elle fait, en 2018, des représentations devant l'Assemblée nationale du Québec dans le cadre de la refonte de la taxe scolaire.
En 2015, Patricia Lattanzio est élue conseillère municipale pour Saint-Léonard-Est lors d’une élection partielle sous la bannière d’Équipe Denis Coderre. Elle rejoint Michel Bissonnet, son mentor de longue date et maire de l'arrondissement de Saint-Léonard. Elle est notamment chargée des parcs et infrastructures de l’arrondissement en plus d’être l’élue responsable des politiques d'aide aux enfants. Elle est réélue comme conseillère municipale lors des élections de 2017.
En vue des élections fédérales de 2019, elle est candidate à l'investiture libérale dans Saint-Léonard—Saint-Michel, une circonscription à l'importante population italienne. Lors d'une investiture tenue le 27 mai, l'imam Hassan Guillet est choisi par les membres, le vote italien étant divisé entre Lattanzio et un autre candidat. Ce choix est contesté par la communauté italienne, en particulier l'ancien député Nicola Di Iorio. Cependant, le candidat Guillet est par la suite désavoué par le parti pour avoir dans le passé tenu des propos jugés antisémites, et Patricia Lattanzio est nommée candidate à sa place. Le soir du scrutin, elle est élue avec une large majorité.
Le 20 janvier 2022, elle est nommée membre du Comité parlementaire de la sécurité nationale et le renseignement (NSICOP) et le 29 janvier 2025, elle est nommée présidente du Comité par le premier ministre Justin Trudeau. Elle également nommée comme membre du Comité permanent du patrimoine canadien le 14 février 2024.
La députée Patricia Lattanzio est vice-présidente du caucus du Québec du Parti libéral du Canada. De plus, en mars 2024, elle est élue au poste de vice-présidente de la Section canadienne de ParlAmericas (CPAM) et en avril 2024, comme vice-présidente du Groupe interparlementaire Canada-Italie (CAIT) .
Elle sert comme membre du Comité spécial sur la pandémie de la Covid-19 du 20 avril 2020 au 18 juin 2020, puis comme membre du Comité permanent des langues officielles du 5 février 2020 au 25 septembre 2023, ainsi que comme membre du Comité permanent de l'accès à l'information, de la protection des renseignements personnels et de l'éthique du 6 octobre 2020 au 15 août 2021 et comme membre du Comité mixte permanent d'examen de la réglementation du 25 septembre 2023 au 14 février 2024.
En 2021, elle présente un projet de loi d’initiative parlementaire, le projet de loi C-252, la Loi sur la protection de la santé des enfants. Le projet de loi a pour objectif d’interdire la publicité des aliments contenant des taux excessifs de sucre, de sel et de gras saturés qui cible les enfants de moins de 13 ans. Le 25 octobre 2023, le projet de loi est adopté à la Chambre des Communes à majorité des voix, et est présentement au Sénat et est en attente d’être adoptée.
À titre de membre du comité des langues officielles, elle insiste, avec d'autres députés, auprès de Statistique Canada pour que des questions du recensement de 2021 servent à dénombrer et localiser les personnes des minorités linguistiques ayant droit à l'éducation dans leur langue en vertu de l'article 23 de la Charte canadienne des droits et libertés. Ces questions sont effectivement sur le recensement de 2021.
À l'été 2020, elle effectue un voyage hors du Canada, ce que des médias canadiens critiquent, puisqu'elle a préféré ne pas respecter les recommandations sanitaires des gouvernements du Canada et du Québec.
Elle parle couramment trois langues : le français, l’anglais et l’italien.